# 2015年东南亚运动会乒乓球比赛
2015年东南亚运动会乒乓比赛于2015年6月1日至6月8日在新加坡室内体育馆举行。

## 参赛国家
- 柬埔寨（5）
- 印度尼西亚（8）
- 老挝（6）
- 马来西亚（8）
- 缅甸（5）
- 菲律宾（5）
- 新加坡（10）
- 泰国（10）
- 越南（10）

## 奖牌得主
| 项目 | 金牌                                                     | 银牌                                                                                               | 铜牌 |  |  |  |
| 男单 | 高宁 · 新加坡（SIN）                                     | 理查德·冈萨雷斯 · 菲律宾（PHI）                                                                    | 周哲宇 · 新加坡（SIN）                                                                                      |  |  |  |
| 男单 | 高宁 · 新加坡（SIN）                                     | 理查德·冈萨雷斯 · 菲律宾（PHI）                                                                    | 帕达萨·丹威里亚韦差恭 · 泰国（THA）                                                                         |  |  |  |
| 男双 | 新加坡（SIN） · 高宁 · 李虎                              | 泰国（THA） · 帕达萨·丹威里亚韦差恭 · 察那甘·乌东信                                                | 越南（VIE） · 陈俊琼 · 阮英秀                                                                               |  |  |  |
| 男双 | 新加坡（SIN） · 高宁 · 李虎                              | 泰国（THA） · 帕达萨·丹威里亚韦差恭 · 察那甘·乌东信                                                | 新加坡（SIN） · 陈丰 · 周哲宇                                                                               |  |  |  |
| 男团 | 新加坡（SIN） · 陈丰 · 周哲宇 · 高宁 · 李虎 · 杨子       | 越南（VIE） · 丁光灵 · 杨文男 · 黎进达 · 阮英秀 · 陈俊炯                                           | 印度尼西亚（INA） · Akhmad Dahlan Haruri · Gilang Maulana · Gilang Ramadhan · Ficky Supit Santoso           |  |  |  |
| 男团 | 新加坡（SIN） · 陈丰 · 周哲宇 · 高宁 · 李虎 · 杨子       | 越南（VIE） · 丁光灵 · 杨文男 · 黎进达 · 阮英秀 · 陈俊炯                                           | 马来西亚（MAS） · Muhd Shakirin Ibrahim · 梁志峰 · Muhamad A. H.Muhamad R. · Wong Chun Cheun                |  |  |  |
| 女单 | 素他西尼·沙卫塔布 · 泰国（THA）                          | 黄淑琴 · 马来西亚（MAS）                                                                           | Nguyễn Thị Nga · 越南（VIE）                                                                                |  |  |  |
| 女单 | 素他西尼·沙卫塔布 · 泰国（THA）                          | 黄淑琴 · 马来西亚（MAS）                                                                           | Mai Hoàng Mỹ Trang · 越南（VIE）                                                                            |  |  |  |
| 女双 | 新加坡（SIN） · 林叶 · 周一涵                            | 新加坡（SIN） · 冯天薇 · 于梦雨                                                                    | 马来西亚（MAS） · 何盈 · 李柔悠                                                                             |  |  |  |
| 女双 | 新加坡（SIN） · 林叶 · 周一涵                            | 新加坡（SIN） · 冯天薇 · 于梦雨                                                                    | 泰国（THA） · Nanthana Komwong · 素他西尼·沙卫塔布                                                          |  |  |  |
| 女团 | 新加坡（SIN） · 冯天薇 · 李诗云 · 林叶 · 于梦雨 · 周一涵 | 泰国（THA） · 达蒙万·克宽 · Nanthana Komwong · Piyaporn Pannak · 奥拉旺·巴拉南 · 素他西尼·沙卫塔布 | 马来西亚（MAS） · 何盈 · 李柔悠 · 黄淑琴 · 陈安琪                                                           |  |  |  |
| 女团 | 新加坡（SIN） · 冯天薇 · 李诗云 · 林叶 · 于梦雨 · 周一涵 | 泰国（THA） · 达蒙万·克宽 · Nanthana Komwong · Piyaporn Pannak · 奥拉旺·巴拉南 · 素他西尼·沙卫塔布 | 越南（VIE） · Mai Hoàng Mỹ Trang · Nguyễn Thị Nga · Pham Thi Thien Kim · Phan Hoàng Tường Giang · Vũ Thị Hà |  |  |  |
|      |                                                          | | |  |  |  |
| 混双 | 新加坡（SIN） · 杨子 · 于梦雨                            | 泰国（THA） · 帕达萨·丹威里亚韦差恭 · 素他西尼·沙卫塔布                                            | 新加坡（SIN） · 李虎 · 周一涵                                                                               |  |  |  |
| 混双 | 新加坡（SIN） · 杨子 · 于梦雨                            | 泰国（THA） · 帕达萨·丹威里亚韦差恭 · 素他西尼·沙卫塔布                                            | 越南（VIE） · Đinh Quang Linh · Mai Hoàng Mỹ Trang                                                          |  |  |  |

## 奖牌榜
| 排名 | 国家／地区        | 金牌 | 银牌 | 铜牌 | 總數 |
| ---- | ----------------- | ---- | ---- | ---- | ---- |
| 1    | 新加坡（SIN）     | 6    | 1    | 3    | 10   |
| 2    | 泰国（THA）       | 1    | 3    | 2    | 6    |
| 3    | 越南（VIE）       | 0    | 1    | 5    | 6    |
| 4    | 马来西亚（MAS）   | 0    | 1    | 3    | 4    |
| 5    | 菲律宾（PHI）     | 0    | 1    | 0    | 1    |
| 6    | 印度尼西亚（INA） | 0    | 0    | 1    | 1    |
| 总数 | 总数              | 7    | 7    | 14   | 28   |